# Conglutine
Les conglutines, dont la structure chimique est celle de globulines ou d'albumines, sont les principales protéines de réserve des graines de lupins. Ces protéines ont été classées en quatre familles à la suite de leur séparation par électrophorèse (réalisée en 1975) :  les conglutines -α, -β, -γ et -δ. Les deux premières sont les plus abondantes, tandis que les deux dernières sont présentes en faibles concentrations.
Les conglutines-α (globuline 11S) sont dégradées de manière protéolytique au cours de la germination, ce qui confirme leur rôle de protéine de stockage de semences classique.
Les conglutines-β (globuline 7S) sont des protéines germinales abondantes, qui contribuent  par leur métabolisme à la libération de lectines au cours de la germination, tout en ayant une fonction de stockage protéique  dans les graines. Elles sont également des allergènes potentiels.
Les conglutines-γ  (globuline 7S) peuvent posséder une activité similaire à celle des lectines, sans appartenir à la catégorie des protéines de réserve classique des graines, n'étant pas dégradées comme celles-ci  pendant la germination.
Les conglutines-δ (albumine 2S), les moins étudiées des conglutines,  sont de petites protéines localisées dans la vacuole et peu digestibles,.